# Новочелни-Сюрбеєвське сільське поселення
Новочелни́-Сюрбе́євське сільське поселення (рос. Новочелны-Сюрбеевское сельское поселение) — муніципальне утворення у складі Комсомольського району Чувашії, Росія. Адміністративний центр — село Новочелни-Сюрбеєво.
Станом на 2002 рік центром Новочелни-Сюрбеєвської сільської ради було село Старочелни-Сюрбеєво.

## Населення
Населення — 1360 осіб (2019, 1595 у 2010, 1611 у 2002).

## Склад
До складу поселення входять такі населені пункти:
| Населений пункт              | Населення, осіб (2002) | Населення, осіб (2010) |
| ---------------------------- | ---------------------- | ---------------------- |
| Івашкино, присілок           | 244                    | 240                    |
| Новочелни-Сюрбеєво, село     | 593                    | 580                    |
| Старочелни-Сюрбеєво, село    | 446                    | 453                    |
| Степні Шихазани, присілок    | 262                    | 254                    |
| Татарське Івашкино, присілок | 66                     | 68                     |